# NHF Almirante Graça Aranha (H-34)
Le NHF Almirante Graça Aranha (H-34) est un  navire auxiliaire de la Marine brésilienne affecté à la Direction de l'hydrographie et de la navigation pour la maintenance des phares (construction, ravitaillement, transport des gardiens) de la côte brésilienne.

## Historique
Le navire a été construit au chantier naval EBIN et intégré à la marine brésilienne le 9 septembre 1976. Il porte le nom du vice-amiral Héraclito de Graça Aranha. 
Le navire est capable de réaliser toutes les tâches liées à la signalisation nautique, y compris l’installation et la maintenance de la signalisation dans des endroits difficiles à atteindre et dans les îles océaniques brésiliennes, grâce à sa capacité à opérer à bord d'un hélicoptère et d'avoir une autonomie suffisante pour atteindre les points les plus éloignés des eaux de la Zone économique exclusive brésilienne.
Il est équipé :
- une grue à flèche électro-hydraulique de 18 mètres avec une capacité de 10 tonnes,
- un atelier de signalisation nautique, électronique et électrique,
- une capacité de stockage de 1.057 m³ en sous-sol,
- chambres froides, buanderie, salon de coiffure, cantine, cabinets de dentiste et médical, pharmacie,
- deux navires de débarquement de voitures et de personnel,
- un hors-bord,
- un RHIB pour 16 hommes,
- une camionnette Toyota et une Jeep,
- un hélipad (avec hangar télescopique) : un hélicoptère.

### Note et référence
- (pt) Cet article est partiellement ou en totalité issu de l’article de Wikipédia en portugais intitulé « NF Almirante Graça Aranha (H-34) » (voir la liste des auteurs).